# Triadokoenenia millotorum
Triadokoenenia millotorum är en spindeldjursart som beskrevs av Bruno Condé 1991. Triadokoenenia millotorum ingår i släktet Triadokoenenia och familjen Prokoeneniidae. Inga underarter finns listade i Catalogue of Life.